# Občina Starše
Občina Starše je jednou z 212 občin ve Slovinsku. Nachází se v Podrávském regionu na území historického Dolního Štýrska. Občinu tvoří 8 sídel, její rozloha je 34,0 km² a k 1. lednu 2017 zde žilo 4 005 obyvatel. Správním střediskem občiny je sídlo Starše.

## Geografie
Občina se rozkládá na pravém břehu řeky Drávy v nížině zvané Dravske polje. Nadmořská výška je v rozsahu zhruba od 225 do 255 m. Dráva zde protéká původním meandrovitým řečištěm. Kromě toho je ale také vedena umělým vodním kanálem Zlatoličje, na kterém byla postavena vodní elektrárna Zlatoličje. Občinou je vedena dálnice A4 spojující Maribor s městem Ptuj (s výhledem napojení na chorvatskou dálnici A2).

## Členění občiny
Občinu tvoří tato sídla: Brunšvik, Loka, Marjeta na Dravskem polju, Prepolje, Rošnja, Starše, Trniče, Zlatoličje.

## Sousední občiny
Občina Starše sousedí celkem s 8 občinami: na severu Maribor a Duplek, na východě Ptuj, na jihovýchodě Hajdina, na jihu Kidričevo, na západě Rače-Fram a Hoče-Slivnica a na severozápadě Miklavž na Dravskem polju.